# Sedum przewalskii
Sedum przewalskii är en fetbladsväxtart som beskrevs av Carl Maximowicz. Sedum przewalskii ingår i Fetknoppssläktet som ingår i familjen fetbladsväxter. Inga underarter finns listade i Catalogue of Life.